# 涞涞高速公路
涞涞高速（国家高速编号G9511）是 首都环线高速的一条支线，起自河北省保定市涿州市松林店镇岐沟村东侧的涞水东互通立交桥，与 首都环线高速连接，经涞水县涞水枢纽（连接 京昆高速）、涞水县、易县及西陵之后转向西北，以隧道群的形式穿过云蒙山和紫荆关之后转向西，至易县与涞源交界处后转向西南，以桥隧群的形式穿过浮图峪后至涞源盆地南沿，最终在涞源南互通立交桥与 荣乌高速相连接后到达终点。路线全长110.5公里，全线均位于保定市辖区内，其中山地和丘陵路段占路线全长的一半以上。

## 沿线设施
涞涞高速全线设有云蒙山（一~三号）、紫荆关（一~五号）、浮图峪（一~六号）三个隧道群，涞阳南路、易县、西陵、紫荆关、涞源东共5个出入口，荣乌高速互通、京昆高速互通、首都环线互通共3个互通式高速立交，以及易县、涞源东共2个服务区。全线均为双向四车道高速公路，限制速度为每小时70公里至120公里，其中隧道内限制时速为70公里，山地和丘陵段限制时速为80公里，平原低丘或盆地段限制时速为120公里。

## 历史
涞涞高速分三段建设。2010年10月25日，涞源南至张家口、保定界路段通车，该段于2007年9月30日开工建设，全长33.5公里；2011年12月23日，于2009年开工建设的涞水县涞水互通至西陵镇段通车，全长26.54公里；2012年12月22日，全长66.7公里的涞源南互通至西陵互通段通车。
2012年12月22日，涞涞高速公路以张石高速涞涞段的名义通车投用，沿途标识牌使用河北省高速公路编号，编号为S66唐涞高速。
2018年，河北省交通管理局陆续对涞涞高速沿线的标识牌、公里标等设施进行更换，高速0公里标起点变更为涞水东互通，终点变更为涞源南互通。但涞涞高速公路的运营和日常管理仍然由河北高速张石管理处负责，沿途LED电子点阵屏以及各大地图导航类APP也将其标识为张石高速的一部分。编号及标识更换后，原张石高速张家口-保定界至涞源西互通段仍为张石高速，涞源西至涞源南互通段属 荣乌高速，涞源南互通至涞水东互通段属 涞涞高速。